# Kenton (Delaware)
Pour les articles homonymes, voir Kenton.
Kenton est une ville américaine située dans le comté de Kent, dans l'État du Delaware.

## Démographie
| 1880 | 1890 | 1900 | 1910 | 1920 | 1930 |
| ---- | ---- | ---- | ---- | ---- | ---- |
| 107  | 241  | 192  | 209  | 212  | 175  |

| 1940 | 1950 | 1960 | 1970 | 1980 | 1990 |
| ---- | ---- | ---- | ---- | ---- | ---- |
| 233  | 211  | 249  | 205  | 243  | 232  |

| 2000 | 2010 | - | - | - | - |
| ---- | ---- | - | - | - | - |
| 237  | 261  | - | - | - | - |

Selon le recensement de 2010, Kenton compte 261 habitants. La municipalité s'étend sur 0,19 milles carrés (0,49 km2).